# Black Site (2022)
Black Site ist ein US-amerikanischer Actionfilm, das Erstlingswerk der Regisseurin Sophia Banks aus dem Jahr 2022.

## Handlung
Abigail Trent ist als Analystin für die CIA tätig. Bei einem Anschlag auf ein Großkrankenhaus in Istanbul (das Zoom-out zeigt allerdings Dschidda), in dem ihr Mann als Arzt arbeitet, kommen ihr Ehemann und ihre Tochter ums Leben. Daraufhin beschließt Abigail sich in eine so genannte Black Site, ein geheimes Gefängnis, nach Jordanien versetzen zu lassen, das dort von der nachrichtendienstlichen Allianz Five Eyes der Vereinigten Staaten, Kanada, des Vereinigten Königreichs, Australien und Neuseeland betrieben wird. Vor Ort will sie ihre Ermittlungen vorantreiben, um die Drahtzieher und deren Motiv zu ermitteln, die zum Tod ihrer Familie führten.
Eines Tages wird der lang als Terrorist gesuchte Mann namens Hatchet überraschend per Hubschrauber in die in der jordanischen Wüste gelegene Anlage, die Zitadelle genannt wird, überstellt. Der Häftling, der mit einem schwarzen Sack über dem Kopf hereingebracht wird, wird auf direktem Wege in den Verhörraum abgeführt. Vom CIA-Hauptquartier ist verfügt worden, dass die den Gefangenen begleitenden Soldaten das Verhör ohne Video- und Audioüberwachung durchführen sollen und nicht wie gewohnt die Belegschaft der Zitadelle. Abigail ist außer sich, von dem Verhör ausgeschlossen zu werden, beugt sich jedoch dem Befehl des Hauptquartiers.
Nach einigen Minuten fallen Schüsse im Verhörraum, woraufhin das Wachpersonal der Zitadelle unter vorgehaltenen Waffen in den Raum eindringt. Ihnen bietet sich eine blutige Szene. Lediglich die Übersetzerin und einer der Männer sind unverletzt, ein weiterer Mann liegt schwer verletzt am Boden, alle anderen sind tot. Schnell wird der Verletzte zur Behandlung in die Krankenstation gebracht. Dort stellt sich heraus, dass es sich bei dem helfenden Soldaten um Hatchet handelt, der nun den behandelnden Arzt sowie den Verletzten mit einem Skalpell tötet.
Zwar wird umgehend der Alarm in der Zitadelle ausgelöst und die Abriegelung der Anlage zur Außenwelt initiiert, doch Hatchet gelingt es sukzessive das Wachpersonal auszuschalten und sich weitestgehend frei in der Anlage zu bewegen. Da er zuvor die Kommunikationswege sabotiert hat, kann die Zitadelle keine Hilfe von außen anfordern und ist auf sich allein gestellt.
Hatchet kämpft sich in den Zellenblock vor und lässt die Gefangenen frei. Als er die Zelle von Farhan Barakat aufsucht, wird er von den Wärtern gestört, die versuchen die Gefangenen in ihre Zellen zurückzuschaffen. Er zieht sich zunächst zurück. Im Zellenblock versucht derweil Raymond Miller Herr der Lage zu werden, indem er seine Kollegen vom Wachdienst zu überzeugen versucht, es gäbe nur einen Weg, um die Zitadelle lebend verlassen zu können. Dazu überwältigen sie Abigail und sperren sie in eine Zelle. Den Gefangenen Farhan Barakat, der offenbar der Grund dafür ist, dass Hatchet sich fassen und in die Zitadelle überstellen lassen, bringt Miller in den Sozialraum, wo er ihn im Tausch gegen seine Freilassung anbietet. Hatchet lehnt ab und tötet Miller.
Bisher waren von Hatchet keine Worte zu vernehmen, so dass die Einordnung seiner Herkunft und seines Motivs schwerfiel. Erst als er sich Farhan Barakat zuwendet und ihn befragt, was er über ihn in den Verhören zu Protokoll gegeben habe, stellt sich heraus, dass es sich bei Hatchet um einen CIA-Agenten handelt. Farhan Barakat entgegnet, nichts verraten zu haben, was Hatchet beruhigt, bevor er auch ihn tötet.
Von Uri Wassermann wird Abigail per Videoüberwachung in der Zelle entdeckt. Er befreit sich und teilt ihr mit, dass er eine Möglichkeit geschaffen habe, wie sie das Hauptquartier kontaktieren können und die drohende Vernichtung der Basis durch den initiierten Drohnenschlag vermeiden können, der aufgrund von 60-minütiger Unterbrechung der Kommunikation laut Protokoll ausgelöst wurde.
In einem finalen Duell kann Abigail ihren Kontrahenten Hatchet so schwer verletzen, dass dieser sie nicht aufhalten kann, per Satellitenanlage auf einem Fels an der Außenseite der Zitadelle das Hauptquartier zu kontaktieren. Vom Hauptquartier wird ihr mitgeteilt, dass der Drohnenschlag auf die Zitadelle nicht gestoppt werden würde.
Abigail hat alle in den Serverräumen gespeicherten Beweise verloren, die darauf hinwiesen, dass es sich bei den Explosionen, die ihre Familie töteten, nicht etwa um einen Bombenanschlag, sondern um einen von der CIA verübten Raketen- oder Drohnenangriff handelte.
Als Abigail die schweren Tore der Zitadelle aufsprengt, um sich ihren Weg in die Wüste zu bahnen, schwört sie Rache an denen zu nehmen, die für den Tod ihrer Familie verantwortlich sind. Unterdessen trifft die Drohne ein und zerstört die Zitadelle.

## Produktion
Bei dem Film handelt es sich um die erste Produktion, bei der Sophia Banks Regie führte. Das Budget wird auf 15 Millionen US-Dollar geschätzt.
Im Februar 2021 begannen die Dreharbeiten während der COVID-19-Pandemie im australischen Gold Coast. Weitere Aufnahmen entstanden in Byron Bay.
Der Film wurde nicht nur in Australien gedreht, sondern neben US-amerikanischen Schauspielern wurde er in erster Linie mit australischen Schauspielern besetzt, darunter Jason Clarke, Jai Courtney, Uli Latukefu, Todd Lasance und Lincoln Lewis.
Im Juni 2021 befand sich der Film in der Postproduktion.
Am 3. Mai 2022 wurde Black Site veröffentlicht. Am 9. September 2022 erschien der Film auf Blu-ray Disc.

## Synchronisation
Die deutschsprachige Synchronisation entstand durch @alpha Postproduktion nach einem Dialogbuch von Daniel Schlauch, der auch die Dialogregie führte.
| Darsteller         | Synchronsprecher    | Rolle                         |
| ------------------ | ------------------- | ----------------------------- |
| Michelle Monaghan  | Gundi Eberhard      | Abigail „Abby“ Trent          |
| Jai Courtney       | Stefan Günther      | Raymond Miller                |
| Jason Clarke       | Tobias Kluckert     | Hatchet Meyers                |
| Pacharo Mzembe     | Pascal Fligg        | Ben Jordan                    |
| Logan Huffman      | Jan Langer          | Chaplain Harris               |
| Jordan Murphy      | Robert Dölle        | CIA Agent Silas Allen         |
| Uli Latukefu       | Christopher Kussin  | Captain David Palau           |
| Simon Elrahi       | Gudo Hoegel         | Farhan Barakat                |
| Joey Vieira        | Maximilian Laprell  | Ramon Garcia                  |
| Lincoln Lewis      | Daniel Schlauch     | Landon Briggs                 |
| Lucy Barrett       | Laura Preiss        | Mia Davis                     |
| Fayssal Bazzi      | Jochen Paletschek   | Rashid Nassar                 |
| Pallavi Sharda     | Shanti Chakraborty  | Tessa Harijan                 |
| Phoenix Raei       | Pirmin Sedlmeir     | Uri Wasserman                 |
| Todd Lasance       | Benedikt Weber      | Darren Wesley                 |
| Molly Belle Wright | Zoe Durakovic       | Abigail „Abby“ Trents Tochter |
| Bronwyn Ketels     | Marie-Jeanne Widera | A.I. System                   |

## Rezeption
Nach Urteil von Stefan Klug von der Märkischen Oderzeitung beschreite Black Site mit seinem „Guantanamo in der Wüste“ Jordaniens „ein filmisch längst bekanntes Terrain“, wenn die Protagonisten es „mit den eigenen Leuten zu tun [bekommen], die den Analysten ausschalten“ wollen, wie einst Robert Redford in Die drei Tage des Condor, der aus der Mitte der 1970er Jahre aus der „Hochzeit der Paranoia-Filme“ stamme. „Storyseitig ist damit dann leider die Luft aus“, resümiert Klug, wenngleich es nun „ziemlich robust zur Sache“ geht. „Ein fetter Cliffhanger beendet auf halber Strecke das Spektakel, deutet aber zugleich an, dass man wohl eine Fortsetzung bringen wird“, in der „Rache die hauptsächliche Triebfeder der Protagonistin sein“ dürfte.
Nach Einschätzung der Redaktion des Filmdienstes sei Black Site „trotz guter Darsteller und einem recht spannenden Start ein sowohl in der Handlung als auch in der Figurenzeichnung arg formelhafter, vor allem in der zweiten Hälfte an Dichte verlierender Actionthriller“. Sie vergab zwei von fünf möglichen Punkten.
Die Redaktion von kino.de nannte Black Site einen „Actionthriller mit ebenso bekannten Namen wie Handlungselementen“.
Black Site ist nach Einschätzung der Redaktion von TV Today ein „formelhafter Thriller ohne Überraschungen“, der „angenehm robuste Action“ liefere, jedoch „leider mit schwachem Drehbuch und ohne richtiges Ende“ daherkomme.